# ایو ماردر
ایو ماردر (انگلیسی: Eve Marder؛ زادهٔ ۳۰ مهٔ ۱۹۴۸) عصب‌پژوه اهل ایالات متحده آمریکا است.
وی مشاور آکادمی ملی علوم و عضو فرهنگستان هنر و علوم آمریکا است و همچنین برنده جوایزی همچون جایزه کاولی شده‌است.